# Microcebus jollyae
Il microcebo di Jolly (Microcebus jollyae) è un lemure recentemente scoperto endemico del Madagascar, dove colonizza le zone di foresta fra Kianjavato e Mananjary, nella zona centro-orientale dell'isola.
Il colore della pelliccia è rosso-bruno sulla parte superiore del corpo e grigio chiaro sulle zone ventrali: la zona del muso è invece bianca.
La scoperta di questo animale come specie a sé stante (assieme al microcebo di Simmons ed al microcebo di Mittermeier) fu annunciata ufficialmente il 21 giugno 2006, facendone una delle specie di mammiferi classificate più di recente. Tuttavia, nel 2008 sono state scoperte tre nuove specie ascritte al genere Microcebus.
La specie è stata nominata in onore della primatologa Alison Jolly, attiva soprattutto in Madagascar.